# Poltava
Poltava (Полтава en ucraïnès i rus) és la capital de la província de Poltava a Ucraïna central. Tenia 283.402 habitants el 2021 (el 2004 eren 313.400). Té una superfície de 103,5 km².
El 1709 hi va tenir lloc la més famosa de les batalles de la Gran Guerra del Nord entre Rússia i Suècia, la batalla de Poltava.

## Fills il·lustres
- Michal Kondracki (1914-1984) compositor i crític musical.
- Vsevolod Petrovich Rozdestvenski (1918-1985), compositor i director d'orquestra.
- Ernst Jedlichka (1855-1904), pianista.